# موقع الدور
موقع الدور موقع أثري يقع جنوب شرقي الطرف بالأحساء شرق المملكة العربية السعودية.

## وصف الموقع
الموقع عبارة عن تلال أثرية مطمورة، تحتوي على أساسات مباني متهدمة، وتم الكشف عن بعض المباني من بينها: مبنى تتوسطه ساحة ويرجح أن يكون سوقاً للموقع، كما كُشفت أمام السوق آثار لمسجد جامع، وهكذا يظهر من الموقع أنه قرية إسلامية عرفت باسم الدور، ويرجع تاريخها إلى الفترة (القرن التاسع إلى العاشر الهجري - الخامس عشر إلى السادس عشر الميلادي).